# ザ・ハイ・エンド・オブ・ロウ
『ザ・ハイ・エンド・オブ・ロウ』（The High End of Low）は、アメリカ合衆国のロック・バンド、マリリン・マンソンが2009年に発表した7作目のスタジオ・アルバム。日本で先行発売された。バンドは本作を最後に、インタースコープ・レコードとの契約を解除した。

## 背景
2008年1月、トゥイギー・ラミレズのバンド復帰に伴いティム・スコルドが脱退。また、ロブ・ホリデイはスコルドの脱退を受けてベースからギターにパート・チェンジしたが、間もなく脱退し、ホリデイの後任として加入したウェス・ボーランド（リンプ・ビズキット）も短期間で脱退した。なお、ボーランドは2009年、『ケラング!』誌のインタビューにおいて「俺はマンソンのレコードのために9曲を用意したのに、全く採用されなかった」と語っている。
最終的にはマリリン・マンソン、トゥイギー・ラミレズ、クリス・ヴレンナ、ジンジャー・フィッシュというラインナップで2008年11月より本作の制作に入り、ショーン・ビーヴァンも共同プロデューサーとして貢献した。アルバムのクレジットでは、クリス・ヴレンナがプログラミングを担当したのと、「イントゥ・ザ・ファイア」でジンジャー・フィッシュがピアノを弾いたと記載されているのを除けば、各メンバーの担当パートは明記されていない。
ジャケットに記載されたタイトル・ロゴは、黒澤明の監督映画『天国と地獄』（英語圏でのタイトルは『High and Low』）のロゴが元になっている。

## リリース
本作のリリースに先行して、バンドは2009年3月27日より公式サイトを通じて「ウィアー・フロム・アメリカ」の無料配信を開始した。続いて、「アルマ・ガッデム・マザーファッキン・ゲドン」が本作からの第1弾シングルに選ばれるが、歌詞の問題からラジオやテレビでは放送できず、放送禁止用語を削除した「クリーン・ヴァージョン」も制作されたが、このヴァージョンも結果的には、削除された部分が多すぎたため放送が自粛された。
本作は、CD1枚の通常盤に加えて、ボーナス・ディスクが付属したデラックス・エディション盤も発売された。アメリカ盤(B0012977-72)のボーナス・ディスクは6曲入りだが、日本盤(UICS-9107/8)のボーナス・ディスクは「イントゥ・ザ・ファイア」のオルタネイト・ヴァージョンが追加されて7曲入りとなった。

## 反響
バンドの母国アメリカでは、発売初週に約4万9千枚を売り上げ、総合アルバム・チャートのBillboard 200で初登場4位となった。また、『ビルボード』のハード・ロック・アルバム・チャートでは、2009年6月13日付のチャートで1位を獲得した。
ドイツのアルバム・チャートでは最高11位に終わり、『ザ・ゴールデン・エイジ・オブ・グロテスク』（2003年）以降のアルバムとしては初めてトップ5入りを逃す結果となった。

## 評価
フィル・フリーマンはオールミュージックにおいて5点満点中3点を付け「マンソンは『ザ・ハイ・エンド・オブ・ロウ』において、暗闇の王としての地位を取り戻そうとしたが、率直に言って、それはうまくいかなかった」と評している。トム・シンクレアは『エンターテインメント・ウィークリー』誌のレビューでC+を付け「音楽的には、ナイン・インチ・ネイルズの焼き直しと無難な1970年代メタルの折衷で、そこそこ満足できる場面もある。しかし、感受性の極めて強い15歳でもない限り、ミルクの如く人畜無害なマンソンのドゥームメタルは、浅い傷すら残さないように思える」と評している。また、ラナ・クーパーはPopMattersのレビューで10点満点中7点を付け「スコルド在籍時も、マンソンのダークで破壊的な歌詞は常にそこにあったが、トゥイギーの風変わりな音楽的センスは不在だった。この無形の要素が復活したことにより、音楽は再び活気を取り戻し、マンソンは世界の破壊を楽しむ上での共犯者を得た」と評している。

## 収録曲
| 全作詞: マリリン・マンソン、全作曲: 「ワイト・スパイダー」はトゥイギー・ラミレズ、クリス・ヴレンナ、マリリン・マンソンの共作で、その他の曲はトゥイギー・ラミレズとクリス・ヴレンナの共作。 | |                    | |      |
| # | タイトル | 作詞               | 作曲・編曲 | 時間 |
| 1. | 「デヴォウア - Devour」 | マリリン・マンソン | 「ワイト・スパイダー」は トゥイギー・ラミレズ 、クリス・ヴレンナ、マリリン・マンソンの共作で、その他の曲はトゥイギー・ラミレズとクリス・ヴレンナの共作 | 3:45 |
| 2. | 「プリティ・アズ・ア（$） - Pretty as a Swastika」                                                                               | マリリン・マンソン | 「ワイト・スパイダー」は トゥイギー・ラミレズ 、クリス・ヴレンナ、マリリン・マンソンの共作で、その他の曲はトゥイギー・ラミレズとクリス・ヴレンナの共作 | 2:45 |
| 3. | 「リーヴ・ア・スカー - Leave a Scar」                                                                                            | マリリン・マンソン | 「ワイト・スパイダー」は トゥイギー・ラミレズ 、クリス・ヴレンナ、マリリン・マンソンの共作で、その他の曲はトゥイギー・ラミレズとクリス・ヴレンナの共作 | 3:54 |
| 4. | 「フォー・ラスティッド・ホーセズ - Four Rusted Horses」                                                                          | マリリン・マンソン | 「ワイト・スパイダー」は トゥイギー・ラミレズ 、クリス・ヴレンナ、マリリン・マンソンの共作で、その他の曲はトゥイギー・ラミレズとクリス・ヴレンナの共作 | 5:00 |
| 5. | 「アルマ・ガッデム・マザーファッキン・ゲドン- Arma-goddamn-motherfuckin-geddon」                                                 | マリリン・マンソン | 「ワイト・スパイダー」は トゥイギー・ラミレズ 、クリス・ヴレンナ、マリリン・マンソンの共作で、その他の曲はトゥイギー・ラミレズとクリス・ヴレンナの共作 | 3:39 |
| 6. | 「ブランク・アンド・ホワイト - Blank and White」                                                                                 | マリリン・マンソン | 「ワイト・スパイダー」は トゥイギー・ラミレズ 、クリス・ヴレンナ、マリリン・マンソンの共作で、その他の曲はトゥイギー・ラミレズとクリス・ヴレンナの共作 | 4:27 |
| 7. | 「ランニング・トゥ・ジ・エッジ・オブ・ザ・ワールド - Running to the Edge of the World」                                          | マリリン・マンソン | 「ワイト・スパイダー」は トゥイギー・ラミレズ 、クリス・ヴレンナ、マリリン・マンソンの共作で、その他の曲はトゥイギー・ラミレズとクリス・ヴレンナの共作 | 6:25 |
| 8. | 「アイ・ウォント・トゥ・キル・ユー・ライク・ゼイ・ドゥ・イン・ザ・ムーヴィーズ - I Want to Kill You Like They Do in the Movies」 | マリリン・マンソン | 「ワイト・スパイダー」は トゥイギー・ラミレズ 、クリス・ヴレンナ、マリリン・マンソンの共作で、その他の曲はトゥイギー・ラミレズとクリス・ヴレンナの共作 | 9:01 |
| 9. | 「WOW - WOW」 | マリリン・マンソン | 「ワイト・スパイダー」は トゥイギー・ラミレズ 、クリス・ヴレンナ、マリリン・マンソンの共作で、その他の曲はトゥイギー・ラミレズとクリス・ヴレンナの共作 | 4:55 |
| 10. | 「ワイト・スパイダー - Wight Spider」                                                                                            | マリリン・マンソン | 「ワイト・スパイダー」は トゥイギー・ラミレズ 、クリス・ヴレンナ、マリリン・マンソンの共作で、その他の曲はトゥイギー・ラミレズとクリス・ヴレンナの共作 | 5:32 |
| 11. | 「アンキラブル・モンスター - Unkillable Monster」                                                                                | マリリン・マンソン | 「ワイト・スパイダー」は トゥイギー・ラミレズ 、クリス・ヴレンナ、マリリン・マンソンの共作で、その他の曲はトゥイギー・ラミレズとクリス・ヴレンナの共作 | 3:43 |
| 12. | 「ウィアー・フロム・アメリカ - We're from America」                                                                              | マリリン・マンソン | 「ワイト・スパイダー」は トゥイギー・ラミレズ 、クリス・ヴレンナ、マリリン・マンソンの共作で、その他の曲はトゥイギー・ラミレズとクリス・ヴレンナの共作 | 5:04 |
| 13. | 「アイ・ハフ・トゥ・ルック・アップ・ジャスト・トゥ・シー・ヘル - I Have to Look Up Just to See Hell」                            | マリリン・マンソン | 「ワイト・スパイダー」は トゥイギー・ラミレズ 、クリス・ヴレンナ、マリリン・マンソンの共作で、その他の曲はトゥイギー・ラミレズとクリス・ヴレンナの共作 | 4:11 |
| 14. | 「イントゥ・ザ・ファイア - Into the Fire」                                                                                       | マリリン・マンソン | 「ワイト・スパイダー」は トゥイギー・ラミレズ 、クリス・ヴレンナ、マリリン・マンソンの共作で、その他の曲はトゥイギー・ラミレズとクリス・ヴレンナの共作 | 5:14 |
| 15. | 「15 - 15」 | マリリン・マンソン | 「ワイト・スパイダー」は トゥイギー・ラミレズ 、クリス・ヴレンナ、マリリン・マンソンの共作で、その他の曲はトゥイギー・ラミレズとクリス・ヴレンナの共作 | 4:20 |
| 合計時間: | 合計時間: | 72:05              | |      |

| #         | タイトル | 作詞  | 作曲・編曲 | 時間 |
| --------- | --- | ----- | ---------- | ---- |
| 1.        | 「アルマ・ガッデム・マザーファッキン・ゲドン- Arma-goddamn-motherfuckin-geddon」(Teddybears Remix)                       |       |            | 3:30 |
| 2.        | 「リーヴ・ア・スカー - Leave a Scar」(Alternate Version)                                                                 |       |            | 4:02 |
| 3.        | 「ランニング・トゥ・ジ・エッジ・オブ・ザ・ワールド - Running to the Edge of the World」(Alternate Version)               |       |            | 6:07 |
| 4.        | 「ワイト・スパイダー - Wight Spider」(Alternate Version)                                                                 |       |            | 5:28 |
| 5.        | 「フォー・ラスティッド・ホーセズ - Four Rusted Horses」(Opening Titles Version)                                          |       |            | 5:02 |
| 6.        | 「アイ・ハフ・トゥ・ルック・アップ・ジャスト・トゥ・シー・ヘル - I Have to Look Up Just to See Hell」(Alternate Version) |       |            | 4:08 |
| 7.        | 「イントゥ・ザ・ファイア - Into the Fire」(Alternate Version)                                                            |       |            | 4:34 |
| 合計時間: | 合計時間: | 32:57 |            |      |